# Pasłęka

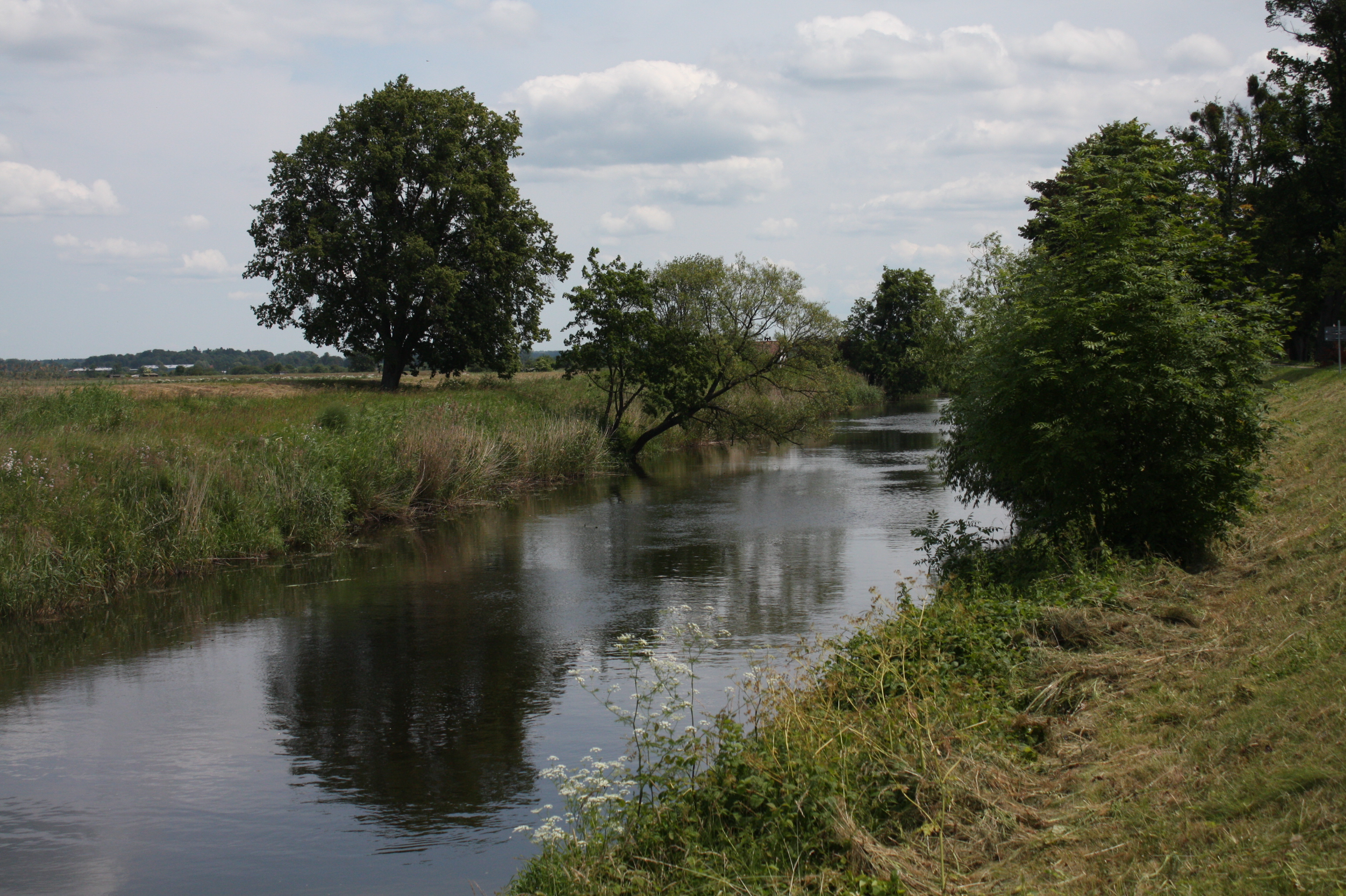
De Pasłęka nabij Braniewo.

De Pasłęka (Duits: Passarge) is een rivier in het noordoosten van Polen, in het vroegere Oost-Pruisen. De Pasłęka mondt uit in het Wislahaf en heeft een lengte van 169 km en een stroomgebied van 2294 km² (in zijn geheel in Polen). De belangrijkste plaats aan de rivier is Braniewo. De laatste 9 kilometer is de rivier bevaarbaar.
- Virtual International Authority File: 249420690